# Offensive de la Badiya
Guerre civile syrienne
Batailles
L'offensive de la Badiya a lieu lors de la guerre civile syrienne. Elle est lancée contre l'État islamique le 9 mai 2017 par l'armée et les milices du régime syrien, alliés aux milices chiites pro-iranienne et à la Russie. Elle permet aux forces loyalistes de reprendre le contrôle du désert de Syrie (la Badiya) dans l'est du pays, puis de briser le siège de Deir ez-Zor en septembre 2017, avant de reprendre toutes les localités sur la rives ouest de l'Euphrate en décembre 2017.

## Prélude
L'offensive est lancée peu de temps après la conclusion, le 4 mai 2017, à Astana, d'un accord entre le régime et ses alliés d'une part, et les groupes rebelles de l'autre ; celui-ci prévoit l'instauration d'un cessez-le-feu par la mise en place de « zones de désescalade » dans les régions contrôlées par l'opposition, à l'ouest de la Syrie,,,. Avec cette trêve, le régime syrien tourne alors une partie de ses forces vers l'est du pays et le gouvernorat de Deir ez-Zor, tenu par l'État islamique : son objectif est prendre de vitesse les Forces démocratiques syriennes et l'Armée syrienne libre, soutenus par les États-Unis et la coalition, qui progressent contre les djihadistes dans cette région ; les premiers s'approchent alors de la ville de Raqqa au nord, tandis que les seconds avancent vers Boukamal au sud,,.

## Forces en présence
L'offensive est lancée par l'armée arabe syrienne, ainsi que par le Hezbollah et des milices chiites irakiennes encadrées par le Corps des Gardiens de la révolution islamique. Ces troupes sont appuyées par l'aviation russe. La Russie engage également des mercenaires issus de sociétés militaires privées, comme Evro Polis et ChVK Wagner, dont les hommes sont chargés de la garde des installations pétrolières reconquises à l'EI.
L'armée syrienne engage principalement son 5e corps d'armée ; ce dernier a été formé en novembre 2016, il est composé entièrement de volontaires équipés et conseillés par la Russie et est placé directement sous le commandement du général russe Valeri Assapov,.
Le régime syrien forme également des milices tribales sunnites dans les régions reconquises. Nawaf Bashir, un chef de la tribu des Bagharas à Deir ez-Zor, rejoint notamment le camp loyaliste après avoir rallié l'opposition en 2011 ; 600 membres de sa tribu intègrent alors les Forces de défense nationale, bien que d'autres combattent au même moment à Raqqa dans les rangs des Forces démocratiques syriennes.
L'Armée de libération de la Palestine participe également à l'offensive.
Du côté de l'État islamique, Le Monde indique que 10 000 djihadistes occuperaient le gouvernorat de Deir ez-Zor selon des sources pro-opposition locales.

## Déroulement

### Début de l'offensive près du lac al-Assad, Palmyre et al-Tanaf, de mai à août 2017

Carte des offensives loyalistes dans la région de Maskanah, entre le lac Jabbūl et le lac el-Assad, en mai et juin 2017 :
Territoire contrôlé par le régime syrien et ses alliés
Territoire contrôlé par l'État islamique
Territoire contrôlé par les Forces démocratiques syriennes

Le 9 mai, le régime syrien annonce le début de son offensive ; son objectif est alors d'atteindre Deir ez-Zor, assiégée et occupée pour moitié par les djihadistes depuis 2014. L'attaque est lancée sur trois zones : au nord-est, dans la région entre Alep et Raqqa ; au centre, dans la région de Palmyre ; et au sud-est, vers al-Tanaf dans les régions désertiques près des frontières irakienne et jordanienne,. Les combats ont lieu dans la Badiya, le désert de Syrie, une zone vaste de 90 000 km2 située à l'est des gouvernorats de Hama et Homs, au sud du gouvernorat de Raqqa et à l'ouest du gouvernorat de Deir ez-Zor.
Le 18 mai, l'État islamique réplique en attaquant les villages d'Aqareb et Maboujé, dans l'est du gouvernorat de Hama. Les loyalistes contre-attaquent et reprennent ces deux localités le lendemain, au terme de combats ayant fait plus de 70 morts,.

Carte des offensives loyalistes près de la frontière irakienne, en mai et juin 2017 :
Territoire contrôlé par le régime syrien et ses alliés
Territoire contrôlé par l'État islamique
Territoire contrôlé par le régime irakien et ses alliés
Territoire contrôlé par les rebelles
Territoire contrôlé par la Jordanie

Sur le front sud, l'offensive vers le poste-frontière d'al-Tanaf s'arrête rapidement : le 18 mai, l'armée syrienne et les milices chiites irakiennes sont repoussées par des frappes aériennes de l'armée américaine qui appuie les groupes de l'Armée syrienne libre basés dans cette région,. Cependant, les loyalistes parviennent à atteindre la frontière irakienne le 9 juin, au nord-est d'al-Tanaf empêchant ainsi les rebelles de poursuivre leur offensive contre les djihadistes à Boukamal.
En revanche, au nord, l'armée syrienne progresse contre l'État islamique : le 13 mai, dans l'est du gouvernorat d'Alep, elle prend aux djihadistes l'aéroport de Jarrah, près de Dayr Hafir ; le 3 juin, elle reprend la ville de Maskanah ; et le 6 juin, elle entre dans le gouvernorat de Raqqa pour la première fois depuis plus d'un an. Le 9 juin, au sud du lac el-Assad, les troupes loyalistes atteignent les lignes des Forces démocratiques syriennes, qui ont pris Tabqa et viennent de commencer la bataille de Raqqa. Cependant des heurts éclatent entre les deux forces : un bombardement du régime syrien touche d'abord les FDS dans la nuit du 7 au 8 juin 2017 ; puis le 18 juin, alors que les loyalistes arrivent aux portes de Resafa, à une quarantaine de kilomètres au sud-ouest de Raqqa, des échanges de tirs opposent soldats syriens et combattants kurdes,. Le même jour, un avion Su-22 syrien est abattu par un avion F/A-18 Super Hornet américain.
Au sud, l'armée syrienne et les milices chiites longent la frontière irakienne et entrent le 23 juin dans le gouvernorat de Deir ez-Zor, près de Boukamal.
Le 30 juin, menacées d'encerclement, les troupes de l'État islamique abandonnent leurs dernières positions dans le gouvernorat d'Alep.

Carte des offensives loyalistes dans le désert syrien en juin 2017 :
Territoire contrôlé par le régime syrien et ses alliés
Territoire contrôlé par l'État islamique
Territoire contrôlé par les Forces démocratiques syriennes
Territoire contrôlé par les rebelles syriens

À la mi-juillet, les forces loyalistes reprennent également le contrôle de plusieurs villages et plusieurs puits de pétrole à Wahab, al-Fahd, Dbaysan, al-Kassir, Abou al-Katat et Abou Katach, au sud de Resafa ; ainsi que du champ gazier de Haïl, près d'Al-Soukhna.
Le 28 juillet, l'armée syrienne atteint la ville d'Al-Soukhna, située à environ 70 kilomètres au nord-est de Palmyre. Au terme de combats ayant fait au moins plusieurs dizaines de morts, la ville est reprise le 12 août. Entre-temps, le 9 août, l'État islamique mène des contre-attaques sur plusieurs points à l'est du gouvernorat de Homs : en 24 heures, au moins cinq véhicules piégés explosent, 35 djihadistes sont tués, ainsi que 39 loyalistes en plus de 25 blessés,.
Au nord, les troupes du régime continent d'avancer en longeant le fleuve Euphrate sur sa rive sud — la rive nord étant occupée par les Forces démocratiques syriennes — et arrivent le 6 août à moins de quatre kilomètres de la petite ville de Maadane (en), située à la frontière entre le gouvernorat de Raqqa et le gouvernorat de Deir ez-Zor.
Le 12 août, l'armée syrienne mène avec le soutien de l'aviation et d'hélicoptères russes une opération commando dans trois villages du nord-est du gouvernorat de Homs : selon l'OSDH, au moins six militaires syriens et 25 djihadistes sont tués dans ce combat.

### Offensive sur Deir ez-Zor et prise de la poche d'Ouqayribat, de août à octobre 2017

Carte des offensives loyalistes dans le désert syrien entre juillet et octobre 2017 :
Territoire contrôlé par le régime syrien et ses alliés
Territoire contrôlé par l'État islamique
Territoire contrôlé par les Forces démocratiques syriennes
Territoire contrôlé par les rebelles syriens

Le 18 août, des troupes du régime font leur jonction au nord-ouest de Palmyre et encerclent une partie des forces de l'État islamique dans une poche située dans la région d'Ouqayribat, à l'est de Hama et de Homs. Le 24 août, c'est au tour des forces engagées au sud de Raqqa et au nord d'Al-Soukhna d'effectuer leur jonction et d'encercler les djihadistes dans une deuxième poche au nord de Palmyre. Cette dernière est conquise peu après par les loyalistes. L'autre poche, défendue par 1 500 djihadistes, se réduit rapidement. Le village d'Ouqayribat est repris le 2 septembre, ; selon l'OSDH au moins 35 combattants des forces du régime et 120 hommes de l'EI sont tués en 24 heures dans cette zone.
En revanche, à Maadane (en), l'armée syrienne essuie un revers : le 24 août les djihadistes mènent une contre-attaque qui cause la mort d'au moins 34 soldats du régime et qui repousse les loyalistes de plus de 30 kilomètres à l'ouest de la périphérie de Maadane. De violents combats continuent d'avoir lieu sur ce front, faisant au moins 145 morts en six jours selon l'OSDH, dont au moins 26 loyalistes et 36 djihadistes tués dans la journée du 29 août.
Le 3 septembre, l'armée syrienne fait une percée dans le désert et se rapproche de Deir ez-Zor par l'ouest, reprenant au passage le champ pétrolier d'Al-Kharata,. Assiégée depuis 2014 par l'État islamique, la ville de Deir ez-Zor est alors peuplée de 90 000 habitants et défendue par 7 000 hommes commandés par le major-général Issam Zahreddine,. En fin de journée, les troupes syriennes menées par le major-général Souheil al-Hassan arrivent à une dizaine de kilomètres de la base de la Brigade 137. Le 5 septembre, elles brisent le siège de Deir ez-Zor, puis celui de son aéroport le 8 septembre.
Alors que les combats se poursuivent à Deir ez-Zor, les troupes du régime avancent également au nord-ouest de la ville, le long de l'Euphrate ; le 17 septembre, elles reprennent la petite ville d'Ayyache,. Le 20 septembre, les localités d'al-Masrab, al-Tabni, al-Turayif, al-Buwytiyah et Khan Zahra sont reconquises à leur tour. Enfin, le 23 septembre, les loyalistes reprennent Maadane (en) ; toute la rive ouest de l'Euphrate, de Deir ez-Zor à Raqqa, est alors contrôlée par le régime,.
Cependant le 28 septembre, les troupes de l'État islamique mènent une contre-attaque au sud d'al-Soukhna : elles reprennent le village d'al-Choula et coupent la route reliant Deir ez-Zor à al-Soukhna,. Selon l'OSDH, au moins 73 soldats et miliciens du régime sont tués dans cette action, ; l'État islamique revendique pour sa part une centaine de tués. L'agence Amaq de l'EI annonce également la capture de deux soldats russes et d'un Syrien à al-Choula ; une vidéo montrant les deux prisonniers russes est ensuite diffusée le 3 octobre,. Selon le Hezbollah, l'axe routier est à nouveau sous contrôle le 29 septembre. 
Les djihadistes continuent de lancer des attaques sur plusieurs points entre Al-Qaryatayn et Deir ez-Zor ; en quelques jours les combats font plusieurs centaines de morts,. Les forces du régime parviennent à reprendre l'essentiel des postes occupés par les djihadistes, mais le 1er octobre, l'EI prend le contrôle de la ville d'Al-Qaryatayn, d'Al-Taybah située au nord d'al-Soukhna, et de la montagne Al-Dahik, au nord-est d'al-Soukhna,. Plus de 200 soldats et miliciens du régime sont tués dans cette contre-offensive.
Les forces loyalistes continuent cependant de progresser dans la poche d'Ouqayribat, située à l'est de Hama et de Homs : le 4 octobre, elles parviennent à reprendre les derniers villages qui étaient tenus par l'État islamique dans le gouvernorat de Hama, ; puis le 6 octobre, les derniers villages situés dans le gouvernorat de Homs sont repris à leur tour.

### Offensive le long de l'Euphrate, de Deir ez-Zor à Boukamal, entre octobre et décembre 2017

Carte des évolutions à la frontière irako-syrienne, fin octobre et novembre 2017 :
Territoire contrôlé par l'armée syrienne et ses alliés
Territoire contrôlé par l'armée irakienne et ses alliés
Territoire contrôlé par l'État islamique
Territoire contrôlé par les Forces démocratiques syriennes

Les forces loyalistes poursuivent l'offensive dans le gouvernorat de Deir ez-Zor : le 6 octobre, l'armée syrienne entre dans la ville de Mayadine. Cependant, les djihadistes contre-attaquent et repoussent les loyalistes hors de la ville le 8 octobre. Le 12 octobre, les forces du régime pénètrent à nouveau dans la ville, avant de la reprendre entièrement le 14,. Le 17 octobre, les loyalistes contrôlent la rive ouest de l'Euphrate de Mayadine à Deir ez-Zor.
Entre-temps, le 12 octobre, l'État islamique envoie depuis l'Irak dans le gouvernorat de Deir ez-Zor un millier d'hommes du bataillon « Karadich », composé de combattants ouzbeks, tadjiks, azéris et turkmènes en renfort,.
Le 21 octobre, Al-Qaryatayn repasse sous le contrôle du régime ; les 200 djihadistes qui défendaient la ville se replient dans le désert. Ils laissent derrière eux les cadavres de 116 personnes, exécutées pendant les 20 jours où la ville a été sous leur contrôle.
Fin octobre, l'armée syrienne et ses alliés lancent une offensive contre la ville de Boukamal, située à la frontière avec l'Irak. Les positions loyalistes sont alors à une cinquantaine de kilomètres à l'ouest et au nord-ouest de Boukamal et l'offensive est menée sur ces deux axes : à l'ouest, depuis al-Houmaymah, et au nord-ouest, depuis Mayadine. Le 22 octobre, les loyalistes s'emparent de la petite ville d'al-Quriyah (en), au sud-est de Mayadine,. Le 26 octobre, les troupes du Hezbollah en première ligne reprennent la station de pompage de pétrole T2, à l'ouest de Boukamal,. Cependant, les djihadistes lancent une contre-attaque le 28 octobre et reprennent al-Quriyah, ainsi que le village de Mahakan, situé entre cette ville et Mayadine ; au moins 34 combattants du régime et 27 hommes de l'EI sont tués en 24 heures.
Le 2 novembre, après plusieurs années de combats acharnés, la ville de Deir ez-Zor est entièrement reconquise par le régime.
Le 6 novembre, alors que les loyalistes ne sont qu'à 15 kilomètres à l'ouest de Boukamal, la dernière grande ville tenue par l'État islamique en Syrie, les djihadistes lancent une contre-attaque près de Mayadine, au cours de laquelle plus de 24 soldats et miliciens du régime sont tués selon l'OSDH.
Boukamal, la dernière ville d'importance tenue en Syrie par l'État islamique est prise le 9 novembre par l'armée syrienne et des miliciens chiites venus d'Irak, mais les djihadistes contre-attaquent et la reprennent le 11 novembre,.
Repoussés à al-Quriyah (en), les loyalistes contournent alors les positions djihadistes près de cette ville et attaquent par le désert les villages situés sur les bords de l'Euphrate entre al-Quriyah au nord et Boukamal au sud. Le 19 novembre, ils s'emparent du village d'al-Salhiya, situé à environ 35 km au nord-ouest de Boukamal. Au sud, l'armée syrienne, le Hezbollah et le Harakat Hezbollah al-Nujaba repartent à l'assaut et s'emparent finalement de Boukamal le 19 novembre.
À la date du 23 novembre, selon l'OSDH, le régime syrien contrôle 52 % du gouvernorat de Deir ez-Zor, les Forces démocratiques syriennes 38 % et l'État islamique 10 %.
Le 27 novembre, les forces loyalistes s'emparent des petites villes d'al-Quriyah (en) et d'al-Asharah. Les villages de Hasarat et d'al-Siyyal, au nord-ouest de Boukamal, forment alors la dernière poche contrôlée par l'État islamique sur la rive ouest de l'Euphrate. Le 7 décembre, cette dernière zone est entièrement reprise par les forces pro-régime qui occupent ainsi toutes les localités à l'ouest de l'Euphrate, de Maadane (en) à Boukamal. Le même jour, la Russie annonce la « libération totale » du territoire syrien de l'emprise de l'État islamique ; cette annonce est cependant tempérée par l'OSDH qui indique que les djihadistes tiennent encore 8 % du gouvernorat de Deir ez-Zor, sur la rive est de l'Euphrate,. 
Le contrôle de la rive ouest de l'Euphrate demeure également fragile : le 12 décembre, les djihadistes reprennent quelques localités entre le village d'al-Salhiya et la ville de Boukamal,,. Ces positions perdues sont entièrement reprises par les troupes du régime le 17 décembre,.

### Guérilla de l'État islamique près de Mayadine, Palmyre et Boukamal, de janvier à juillet 2018
Malgré la prise par les loyalistes de toutes les localités situées sur les bords de l'Euphrate, l'État islamique reste présent dans la Badiya et continue ses attaques dans une zone située au sud de Mayadine, à l'est de Palmyre et à l'ouest de Boukamal,,. Mais l'armée syrienne cesse son offensive et redéploie une large partie de ses forces vers l'ouest de la Syrie. Les troupes restées sur place sont principalement des soldats du 5e Corps épaulés par des conseillers militaires russes, des milices chiites comme le Hezbollah ou la Division des Fatimides encadrés par des Iraniens du Corps des Gardiens de la révolution islamique. Les djihadistes reprennent alors l'initiative et lancent de nombreux raids pendant l'année 2018,.
Le 25 janvier, une attaque est menée par l'EI près de Mayadine : selon l'OSDH, au moins 26 soldats et miliciens loyalistes sont tués, dont 12 étrangers, ainsi que 18 djihadistes, dont quatre kamikazes. En mars, d'autres combats ont lieu dans le désert près de Mayadine et Boukamal : au moins 59 loyalistes et 30 djihadistes sont encore tués pendant une quinzaine de jours selon l'OSDH. Au moins 19 soldats loyalistes sont encore tués dans cette zone entre le 31 mars et le 1er avril. Selon l'OSDH, 400 combattants de l'État islamique auraient franchi l'Euphrate depuis l'est, près d'al-Chafah, vers début avril. Au total selon l'OSDH, au moins 618 soldats et miliciens loyalistes et 396 hommes de l'État islamique sont tués tant dans la région de Deir ez-Zor qu'à Damas entre le 13 mars et le 29 mai 2018.
Les 17 et 18 mars, les djihadistes reprennent la station de pompage T2, à 60 kilomètres à l'ouest de Boukamal.
Le 13 avril, des combats ont lieu dans les environs d'Al-Mahsa, au sud d'Al-Qaryatayn, et font au moins 18 morts chez les loyalistes et cinq chez les djihadistes selon l'OSDH. Le 18 avril, des combats reprennent près de Mayadine, faisant au moins 25 morts chez les loyalistes et 13 tués du côté des djihadistes selon l'OSDH. Une pièce d'artillerie loyaliste de 122 mm est mise hors de combat lors d'une attaque au nord de la station T3, à l'est de Palmyre. Le 21 avril, l'EI revendique la destruction de trois véhicules à l'ouest de Mayadine.
Le 7 mai, un hélicoptère russe Ka-55 s'écrase dans le désert et ses deux pilotes sont tués. La Russie évoque un problème technique, mais l'État islamique revendique la destruction de l'appareil par un tir de missile sol-air et l'agence Amaq diffuse une vidéo de l'épave.
Le 19 mai, les forces de l'État islamique encerclées à Yarmouk, au sud de Damas, acceptent un accord d'évacuation avec le régime et la Russie. Les djihadistes abandonnent Yarmouk au régime, et en échange ils sont évacués avec les membres de leurs familles — soit 1 600 à 1 800 personnes au total — vers la poche de la Badiya les 20 et 21 mai.
Le 22 mai, un véhicule kamikaze suivi par plusieurs centaines de combattants de l'État islamique attaquent la station de pompage T3, à 14 kilomètres à l'est de Palmyre : selon l'OSDH au moins 26 soldats loyalistes, dont 17 Syriens, et 5 djihadistes sont tués,,,. L'EI revendique pour sa part la mort ou la capture de 13 combattants du régime.
Le 23 mai, une autre attaque de l'État islamique est menée près de Mayadine : 26 soldats et miliciens du régime et neuf Russes sont tués selon l'OSDH, tandis que le ministère russe de la Défense reconnait quatre morts et cinq blessés parmi ses soldats et affirme que 43 djihadistes ont été tués dans leur assaut, mené contre une batterie d'artillerie mobile,,. Le journal russe Novaïa Gazeta évoque pour sa part la mort de quatre militaires et de deux mercenaires russes. L'EI revendique quant à lui la mort de 23 combattants pro-régime, dont des « croisés » en référence aux Russes, et la capture de cinq autres,.
Selon des médias du régime syrien, dans la nuit du 23 au 24 mai, une frappe aérienne de la coalition touche des troupes loyalistes entre Boukamal et Hmeimeh. Selon l'OSDH, au moins trois véhicules sont détruits et 14 combattants — deux Syriens et 14 étrangers — sont tués. Un porte-parole du Pentagone dément cependant que des frappes aient été menées contre des positions de l'armée syrienne,,,.
Fin mai, les forces djihadistes de la Badiya bénéficient du renfort d'environ 800 combattants venus de Yarmouk, au sud de Damas, accompagnés de centaines de membres de leurs familles, après un accord d'évacuation conclu avec le régime syrien à la fin de la bataille de la Ghouta orientale. La coalition internationale estime alors qu'environ 2 000 à 2 500 combattants de l'État islamique sont encore présents dans la poche de la Badiya, sur la rive ouest de l'Euphrate.
Le 31 mai, l'EI revendique l'exécution de deux prisonniers : l'un est décapité, l'autre est abattu avec un canon de 23 mm monté sur pick-up,.
Du 3 au 5 juin, les hommes de l'État islamique attaquent des villages près de Boukamal : selon l'OSDH, au moins 45 combattants pro-régime — en majorité des miliciens chiites étrangers — et 26 djihadistes sont tués.
Le 8 juin, les djihadistes entrent dans Boukamal et reprennent une partie de la ville. Cependant, les loyalistes envoient des renforts et le 9 juin les djihadistes reculent jusqu'aux limites de la ville.
Le 12 juin, l'État islamique affirme avoir tué dix combattants loyalistes, dont des miliciens palestiniens du Liwa al-Quds, au sud-ouest de Mayadine.
Dans la nuit du 17 au 18 juin, des troupes loyalistes subissent des frappes aériennes dans la localité d'al-Hari, près de la frontière irakienne, au nord de Boukamal,. Selon l'OSDH, au moins 55 combattants, dont 30 miliciens irakiens et 16 soldats et miliciens syriens sont tués,. Les médias syriens du régime accusent alors les États-Unis et une source militaire de l'agence Sana indique également que plusieurs combattants ont été tués ou blessés,. Les Hachd al-Chaabi affirment quant à eux avoir perdu 22 combattants tués, ainsi que 12 blessés, et accusent également les forces américaines. Mais rapidement, le major Josh Jacques, porte-parole du commandement central américain, affirme à l'agence Reuters « qu’aucun membre de la coalition menée par les États-Unis n’a mené de frappe près de Boukamal », tandis que le bureau de presse de la coalition internationale confirme à l'AFP l'existence de frappes et indique que de nombreux miliciens irakiens des Kataeb Hezbollah figurent parmi les victimes, mais dément qu'elles aient été menées par les États-Unis ou par un autre pays de la coalition,,. Le 18 juin, un responsable américain affirme cependant anonymement à CNN et à l'AFP que les frappes ont été probablement menées par l'armée israélienne,. Interrogée par l'AFP, cette dernière refuse pour sa part de commenter ces déclarations.
Mi-juin, l'armée syrienne repart à l'offensive dans la Badiya, notamment à l'est de Palmyre, et s'empare le 20 juin du secteur de Hmeimeh.
Le 3 juillet 2018, l'État islamique annonce la mort au combat de Houdhayfah al-Badri, un des fils d'Abou Bakr al-Baghdadi, alors qu'il est encore adolescent. Selon le communiqué, il trouve la mort au cours d'une attaque non datée menée dans une centrale électrique du gouvernorat de Homs contre les forces loyalistes syriennes et les Russes.
Le 26 juillet, au moins huit soldats loyalistes sont encore tués dans une embuscade près de Boukamal.

### Attaques de l'État islamique et contre-attaque loyaliste dans la région de Soueïda
Le 19 mai 2018, la bataille de la Ghouta orientale s'achève et les forces de l'État islamique encerclées à Yarmouk, au sud de Damas, acceptent un accord d'évacuation avec le régime et la Russie. Les djihadistes abandonnent Yarmouk au régime, et en échange ils sont évacués vers les régions désertiques de l'Est avec les membres de leurs familles — soit 1 600 à 1 800 personnes au total, dont 800 combattants — les 20 et 21 mai,. Les djihadistes s'installent alors dans le canyon d'al-Safa, situé dans les régions désertiques au nord-est du gouvernorat de Soueïda,,,. Cette arrivée provoque alors des protestations de la part des habitants de Soueïda.
Le 7 juin 2018, pour la première fois depuis l'année 2016, l'État islamique parvient à lancer une attaque dans le gouvernorat de Soueïda : selon l'OSDH, au moins 27 combattants prorégime, dont 14 soldats de l'armée syrienne et plusieurs miliciens chiites sont tués,.
Le 25 juillet 2018, l'État islamique lance une série d'attaques dans le gouvernorat de Soueïda. Dans la ville de Soueïda, l'explosion de quatre kamikazes fait une trentaine de victimes, tandis que les djihadistes se répandent dans les villages druzes des environs et massacrent des habitants dans leurs maisons. En une journée, les attaques font au moins 258 morts, dont 116 soldats et miliciens loyalistes et 142 civils, dont 38 femmes et enfants, tandis que les djihadistes comptent au moins 63 morts, dont sept kamikazes. Des dizaines de Druzes, des femmes et des enfants, sont également enlevés.
Le 1er août, l'État islamique mène un raid sur la base aérienne de Khalkhalah, au nord de Soueïda, revendiquant la mort de plus de 45 combattants du régime et la destruction de plusieurs appareils au sol. L'OSDH ne fait pour sa part état que de sept morts au moins du côté des militaires et des miliciens du régime.
Les forces du régime syrien contre-attaquent alors. Le 4 août, l'aviation russe bombarde le canyon d'al-Safa. Le 6 août, après avoir reçu des renforts, l'armée syrienne attaque ensuite au sol dans le nord et le nord-est du gouvernorat de Soueïda. L'offensive est menée par trois divisions sur un front large de 75 kilomètres,. Le premier jour, l'armée syrienne progresse sur trois axes de 3 à 5 kilomètres et s'empare des collines de la région de Karaa. Selon l'OSDH, au moins 16 djihadistes sont tués du 5 au 7 août, ainsi que quatre miliciens du PSNS qui trouvent la mort dans une attaque-suicide de l'EI. Le 7 août, un djihadiste de l'EI fait prisonnier est pendu par des miliciens druzes sur une place publique de Soueïda. Du 11 au 21 août, les loyalistes avancent sur cinq axes et les djihadistes sont repoussés de 15 à 35 kilomètres,. Le canyon d'al-Safa est alors encerclé. Certains combattants de l'EI battent en retraite plus au Nord. Selon l'OSDH, les combats font au moins 56 morts du côté des loyalistes et 151 du côté de l'EI, entre le 25 juillet et le 26 août 2018. Au moins une trentaine de membres de l'EI auraient également été faits prisonniers. Les combats se déplacent ensuite vers l'est du Gouvernorat de Rif Dimachq, faisant selon l'OSDH au moins 33 morts et 105 blessés chez les loyalistes ainsi que 65 tués du côté de l'État islamique entre le 25 août et le 1er septembre 2018.
Le 10 septembre, une troupe du régime syrien tombe dans une embuscade de l'EI à Tloul al-Safa, dans le gouvernorat de Soueïda : selon l'OSDH, au moins 21 loyalistes et huit djihadistes sont tués.
Début octobre, des parachutistes syriens sont largués derrière les lignes djihadistes. Pris en étau et privés de leurs derniers points d'eau, les hommes de l'État islamique commencent à fuir la région par petits groupes. Le 11 octobre, l'armée syrienne contrôle entièrement le champ volcanique d'al-Safa. 
Cependant, l'État islamique reste présent dans la région d'al-Safa. Le 2 novembre, les djihadistes mènent des attaques contre des postes de l'armée syrienne et reprennent certains secteurs. 
Le 17 novembre, les loyalistes s'emparent finalement de Tloul al-Safa,. Selon l'OSDH, après la conclusion d'un accord avec le régime, les derniers combattants de l'État islamique, au nombre de 700 à 1 000, se retirent de la poche d'al-Safa et se replient vers l'Est, dans la Badiya.
Au total selon l'OSDH, en incluant les combattants tombés lors des attaques de Soueïda, au moins 245 soldats et miliciens du régime syrien et du Hezbollah et 425 djihadistes de l'État islamique ont été tués entre le 25 juillet et le 16 novembre 2018.

### Guérilla de l'État islamique depuis 2019
Des attaques de l'État islamique continuent d'être menées inlassablement dans la Badiya. Le 26 janvier 2019, vingt soldats loyalistes sont tués et deux véhicules sont capturés au sud de Mayadine.
Début mars 2019, l'armée syrienne lance une opération de ratissage dans la Badiya, et particulièrement dans la région d'Al-Soukhna et près de la station de pompage de pétrole du pays T2, située au sud de cette ville,. Environ un millier de combattants de l'État islamique seraient encore actifs dans cette zone.
Entre le 18 et le 20 avril, au moins 35 soldats et miliciens loyalistes et six djihadistes sont tués dans plusieurs attaques de l'État islamique dans l'est du gouvernorat de Homs.
Pendant le mois mai, l'armée syrienne perd une centaine d'hommes, tués dans différentes attaques, tandis que d'autres sont faits prisonniers.
La région délimitée par Mayadine, Boukamal et Al-Soukhna commence à être appelée le « triangle de la mort ». Selon l'OSDH, au moins 72 djihadistes et 210 soldats et miliciens pro-régime, dont des Gardiens de la révolution islamique, des membres du Hezbollah et des Russes, y sont tués entre mars et début août 2019.
À la mi-août, les Gardiens de la révolution islamique évacuent plusieurs positions autour de Boukamal.
Le 21 septembre 2020, les djihadistes mènent plusieurs attaques dans le sud du gouvernorat de Raqqa : au moins 13 combattants loyalistes et 15 djihadistes sont tués. Entre le 1er et le 7 octobre, les combats font encore au moins 41 morts chez les loyalistes et 49 chez les djihadistes. Le 18 novembre, 11 soldats syriens et miliciens alliés sont tués et 17 blessés dans une embuscade près de Mayadine. Le 30 décembre, une attaque contre un bus transportant des militaires fait au moins 25 à 37 morts à Choula, dans le gouvernorat de Deir ez-Zor.
Le 8 février 2021, une embuscade de l'État islamique est tendue près de Mayadine : selon l'OSDH au moins 26 loyalistes, dont sept soldats de l'armée syrienne et 19 miliciens du Liwa al-Quds, et 11 djihadistes de l'EI sont tués au combat,.
Le 6 et 7 juin, au moins 23 soldats gouvernementaux et combattants alliés sont tués sur la route de Palmyre, dont un général et un officier des Gardiens de la Révolution.
Selon l'OSDH, de janvier à début août 2023, les attaques de l'État islamique dans le désert syrien font au moins 370 morts, dont 190 soldats et miliciens pro-gouvernementaux, 157 civils et une vingtaine de jihadistes.
Le 12 août 2023, l'État islamique tend une embuscade contre un car de l'armée syrienne. Selon l'OSDH, l'attaque fait au moins 33 morts et 11 blessés. L'État islamique revendique pour sa part la mort de 40 soldats du régime.

## Pertes
L'Observatoire syrien des droits de l'homme (OSDH) donne plusieurs bilans sur les pertes des forces combattantes :
- Au moins 298 loyalistes, dont 45 officiers, et au moins 403 djihadistes de l'État islamique tués dans l'ensemble du désert syrien du 17 juillet au 16 août 2017[190]. Au 8 septembre, le bilan passe à au moins 436 morts chez les forces syriennes et alliées, dont 58 officiers, et 812 tués du côté de l'EI, dont 92 kamikazes[4].
- Au moins 12 loyalistes tués dans la région de Salamiyah, Ouqayribat et Hamada Omar, dans l'est du gouvernorat de Hama, le 18 août 2017[191], de huit loyalistes et 19 djihadistes le 25 août[192] et d'au moins 198 loyalistes et 426 djihadistes, dont 59 kamikazes, du 3 septembre au 6 octobre[193],[5].
- Au moins 29 loyalistes, dont quatre officiers, et 72 djihadistes  de l'État islamique, dont 23 kamikazes, tués près de Deir ez-Zor dans les combats des 5 et 6 septembre 2017[194].
- Au moins 271 loyalistes — dont 100 miliciens étrangers et 26 hommes du Hezbollah — et 298 djihadistes de l'État islamique, tués à Al-Qaryatayn et Deir ez-Zor du 28 septembre au 12 octobre 2017[6].
- Au moins 46 djihadistes de l'État islamique tués dans les combats et les bombardements dans le sud-est du gouvernorat de Homs et dans le gouvernorat de Deir ez-Zor, le 10 octobre 2017[195]
- Au moins 14 miliciens chiites tués et 18 blessés dans la région d'al-Houmaymah les 19 et 20 octobre 2017[196]
- Au moins 98 loyalistes — dont plusieurs dizaines de combattants étrangers — et 124 djihadistes de l'État islamique, tués dans les environs de Mayadine et Boukamal du 23 au 31 octobre 2017[7].
- Au moins 219 loyalistes, dont 101 Syriens et 16 Libanais du Hezbollah, et 228 djihadistes de l'État islamique tués dans la région de Boukamal du 16 novembre au 6 décembre 2017[8].
- Au moins 246 loyalistes et 138 djihadistes de l'État islamique tués dans le désert syrien du 22 mai au 11 juin 2018[11].
- Au moins 186 loyalistes et 356 djihadistes de l'État islamique tués dans l'est du gouvernorat de Soueïda et le sud du gouvernorat de Rif Dimachq du 25 juillet au 11 octobre 2018[12].
- Au moins 740 soldats et miliciens loyalistes, dont 2 Russes et 140 miliciens étrangers pro-iraniens, et 349 djihadistes de l'État islamique, tués dans les gouvernorats de Deir ez-Zor, Homs et Soueïda entre le 24 mars 2019 et le 19 septembre 2020[197]

Entre le 10 septembre et le 26 novembre 2017, l'OSDH fait état de la mort d'au moins 987 civils dans le gouvernorat de Deir ez-Zor, dont 392 femmes et enfants, et 1 670 blessés :
- 653 morts au moins, dont 126 femmes et 136 enfants, causés par les forces aériennes du régime syrien et de la Russie[14] ;
- 197 morts au moins, dont 27 femmes et 51 enfants, causés par les forces aériennes de la coalition[14] ;
- 46 morts au moins, dont 8 femmes et 14 enfants, causés par les tirs d'artillerie du régime[14] ;
- 39 morts au moins, dont 6 femmes et 4 enfants, exécutés ou tués par balles par les troupes du régime[14].

Une enquête est réalisée pour Bellingcat par Gregory Waters sur les pertes des forces loyalistes dans plusieurs offensives :
- 156 à 184 morts dans l'est du gouvernorat d'Alep entre le 10 mai et le 30 juin 2017[13] ;
- 678 à 999 morts dans la Badiya, l'est du gouvernorat de Homs et le gouvernorat de Deir ez-Zor entre le 23 mai et le 27 septembre 2017[13] ;
- 300 à 322 morts dans l'est du gouvernorat de Hama entre le 31 mai et le 4 octobre 2017[13] ;
- 184 à 333 morts dans le gouvernorat de Raqqa entre le 13 juin et le 23 septembre 2017[13] ;
- 298 à 459 morts dans le gouvernorat de Homs et le gouvernorat de Deir ez-Zor entre le 28 septembre et le 21 octobre 2017[13].

Le soir du 26 novembre 2017, un raid aérien russe sur Al-Chafah, sur la rive est de l'Euphrate, tue au moins 53 civils, dont 21 enfants, et fait 18 blessés selon l'OSDH.
Le 4 septembre 2017, la Russie annonce la mort de deux de ses soldats par des tirs d'artillerie à l'ouest de Deir ez-Zor,.
Le 2 octobre 2017, Ali Hadi al-Achek, commandant des forces spéciales du Hezbollah, est tué au combat dans le désert syrien.
De janvier à juin 2018, au moins trois généraux de brigade syriens, Mahafouz, Zakaria Sultoun et Mohamed Hassan Ali, sont tués dans différentes attaques de l'EI.
Le 23 juin 2018, le Corps des Gardiens de la révolution islamique annonce la mort du général de brigade Shahrokh Daïpour, en déclarant qu'il est « tombé en martyr » à Boukamal, mais sans préciser la date et les circonstances de son décès.
Au cours des combats, les corps des djihadistes tués par les troupes loyalistes sont généralement abandonnés volontairement dans le désert, où ils sont souvent dévorés par des chiens parias.

### Vidéographie
- [vidéo] France 24, « Syrie : « La zone tenue par l'armée syrienne prend de plus en plus d'ampleur » », sur YouTube, 31 juillet 2017.